# Patrícia Mamonaová
Patrícia Mamonaová ( * 21. listopadu 1988) je portugalská atletka, mistryně Evropy v trojskoku z roku 2016.
V juniorském věku se věnovala skoku do dálky i běhu na 100 metrů překážek, její hlavní disciplínou se posléze stal trojskok. Na evropském šampionátu v roce 2010 v této disciplíně skončila osmá, o dva roky později v Helsinkách vybojovala v trojskoku stříbrnou medaili. Další tři sezóny se na mezinárodních soutěžích na stupně vítězů nedostala (nejblíže k medaili měla na halovém mistrovství světa v Sopotech v roce 2014, kde skončila čtvrtá). Největší úspěch pro ni zatím představuje titul mistryně Evropy z Amsterdamu z července 2016, zároveň si při vítězství vytvořila nový osobní rekord 14,58 m.

## Vyznamenání
- komandér Řádu za zásluhy – Portugalsko, 10. července 2016[1]